# Мяу кисс ми
«Мяу кисс ми» — третий студийный альбом российской рок-группы «Би-2», выпущенный компанией Sony Music в 2001 году. Тираж издания составил 250 000 экземпляров. В 2004 году переиздан на лейбле «Мистерия звука».
Альбом считается самым тяжелым релизом Би-2. На нем группа экспериментировала с Ню-металом. Релизу предшествовали синглы «Волки» и «Моя любовь».

## Список композиций
| №                   | Название                          | Длительность |
| ------------------- | --------------------------------- | ------------ |
| 1.                  | «Мяу кисс ми»                     | 3:50         |
| 2.                  | «Моя любовь»                      | 4:56         |
| 3.                  | «Зажигать»                        | 5:21         |
| 4.                  | «Ёлочный сок»                     | 3:57         |
| 5.                  | «Мой рок-н-ролл» (feat. Чичерина) | 6:45         |
| 6.                  | «Шер»                             | 3:22         |
| 7.                  | «Сокол»                           | 6:29         |
| 8.                  | «Недотрога»                       | 4:43         |
| 9.                  | «С тобой»                         | 3:58         |
| 10.                 | «Ещё не вечер»                    | 4:31         |
| 11.                 | «Волки»                           | 5:29         |
| Общая длительность: | Общая длительность:               | 53:25        |

| №                   | Название                             | Длительность |
| ------------------- | ------------------------------------ | ------------ |
| 12.                 | «Последний герой» (Остаться в живых) | 3:52         |
| Общая длительность: | Общая длительность:                  | 57:17        |

## Участники записи
- Лёва Би-2 — ведущий вокал, акустическая гитара
- Шура Би-2 — гитара, вокал
- Николай Плявин — клавишные
- Александр Любарский — бас-гитара, губная гармоника
- Григорий Габерман — ударные
- Peeter Woodrobe — бас
- Marko — аккордеон
- B.Grayson — клавишные
- C.Simmons — саксофон
- Wilkinson — тромбон
- M.Sutherland — труба
- Виктория «Победа» Билоган — клавишные
- Лидия Кавина — терменвокс
- Иван Языков — DJ
- В.Бугров — скрипка
- Ю.Цуранова — скрипка
- П.Жданов — альт
- О.Боброва — виолончель
- С.Гаврилов — аранжировка струнных
- Юлия Чичерина — голос
- D.Sterry — spoken word
- М.Лихачев — тромбон
- С.Детковский — труба